# RTC Kranjska Gora
RTC Kranjska Gora je najstarejša smučarska infrastruktura v Sloveniji. Nahaja se v Občini Kranjska Gora, kot poseke v gori Vitranc, delno na območju Triglavskega narodnega parka, v širšem smislu pa na področju tromeje z Italijo in Avstrijo. V sklopu smučarskih prog sta povezani osrednji smučišči Podkoren in Kranjska Gora. Manjša, ločena smučišča se nahajajo od Mojstrane do Rateč.
Smučarski objekti se nahajajo na nadmorski višini med 813 in 1600 metri. Na površini okrog 125 ha je urejenih 30 km prog za alpsko smučanje. V sklopu športne ponudbe je tudi 40 km tekaških prog v dolini reke Save, med Gozdom Martuljkom in Planico oziroma Tamarjem.
Kranjska Gora je vsakoletno prizorišče tekmovanj za svetovni pokal FIS. Do leta 1990 so tekmovanja potekala na zdaj opuščeni »FIS-progi« v Kranjski Gori, nato pa na smučišču v Podkorenu.

## Seznam smučarskih naprav
RTC Kranjska Gora ima v lasti 6 sedežnic in sicer 5 štirisedežnic, dvosedežnico ter 13 različnih vlečnic. Najnovejšo napravo Vitranc 2 so zgradili leta 2022, a do danes še ni dobila uporabnega dovoljenja, zato ne obratuje. Skupna kapaciteta vseh žičnic je okrog 20.000 smučarjev na uro. Smučišči v Mojstrani in Ratečah (Smučarski center Macesnovc) pa sta sicer samostojna smučarska centra in nista v lasti RTC Kranjska Gora, a sta v turistično ponudbo vseeno v celoti priključena h Kranjski Gori.  

### RTC Kranjska Gora
| Ime vlečnice           | Tip vlečnice   | Dolžina | Težavnost     |
| ---------------------- | -------------- | ------- | ------------- |
| sektor "Kranjska Gora" |                |         |               |
| Kekec                  | štirisedežnica | 730m    | lahka         |
| Mojca 1                | krogci         | 250 m   | lahka         |
| Rožle                  | krogci         | 330 m   | lahka         |
| Mojca 2                | krogci         | 448 m   | lahka         |
| Dolenčev Rut           | štirisedežnica | 961 m   | lahka srednja |
| Vitranc 1              | štirisedežnica | 1221 m  | srednja težka |
| Vitranc 2              | štirisedežnica | 1021 m  | srednja       |
| Brsnina                | krogci         | 411 m   | lahka         |
| sektor "Podkoren I"    |                |         |               |
| Podkoren               | štirisedežnica | 1264 m  | srednja težka |
| sektor "Podkoren II"   |                |         |               |
| Kolovrat               | krogci         | 490 m   | lahka         |
| Pehta                  | sidro          | 616 m   | lahka         |
| Bedanec                | sidro          | 755 m   | lahka         |
| Velika dolina          | dvosedežnica   | 1237 m  | lahka srednja |
| sektor "Planica"       |                |         |               |
| Slatna                 | sidro          | 270 m   | lahka         |

### Samostojni smučišči
| Ime vlečnice                        | Tip vlečnice | Dolžina | Težavnost |
| ----------------------------------- | ------------ | ------- | --------- |
| Smučišče Mojstrana (Zajšek)         |              |         |           |
| Mojstrana                           | sidro        | 650 m   | lahka     |
| Smučarski center Macesnovc (Rateče) |              |         |           |
| Macesnovc                           | dvosedežnica | 1300 m  | srednja   |